# World Series 1959
Le World Series 1959 sono state la 56ª edizione della serie di finale della Major League Baseball al meglio delle sette partite tra i campioni della National League (NL) 1959, i Los Angeles Dodgers, e quelli della American League (AL), i Chicago White Sox. A vincere il loro secondo titolo furono i Dodgers per quattro gare a due.
Fu il primo pennant per i White Sox in 40 anni (dallo Scandalo dei Black Sox del 1919). La squadra avrebbe dovuto attendere la propria stagione da titolo del 2005 per vincerne un altro. I Dodgers vinsero il loro primo pennant dal loro trasferimento da Brooklyn nel 1958 battendo i Milwaukee Braves due gare a una in uno spareggio al meglio delle tre gare. Fu la loro seconda vittoria in cinque anni, la prima a Los Angeles, oltre che il primo titolo per una squadra della West Coast. Ognuna delle tre gare disputate al Los Angeles Memorial Coliseum attirò una folla record, con le 92.706 presenze di gara di 5 che rimangono un primato assoluto per la serie finale.
Queste furono le prime World Series in cui nessun lanciatore disputò una gara completa.
Come Vin Scully affermò all'inizio del film ufficiale delle World Series: "Che cambio di scenario!" Queste furono le uniche Series dal 1949 al 1964 senza squadre provenienti da New York, definita dal regista di documentari Ken Burns "Capital of Baseball" negli anni cinquanta.

## Sommario
Los Angeles ha vinto la serie, 4-2.
| Gara | Data       | Risultato                                       | Stadio                        | Tempo | Pubblico |
| ---- | ---------- | ----------------------------------------------- | ----------------------------- | ----- | -------- |
| 1    | 1º ottobre | Los Angeles Dodgers – 0, Chicago White Sox – 11 | Comiskey Park                 | 2:35  | 48.013   |
| 2    | 2 ottobre  | Los Angeles Dodgers – 4, Chicago White Sox – 3  | Comiskey Park                 | 2:21  | 47.368   |
| 3    | 4 ottobre  | Chicago White Sox – 1, Los Angeles Dodgers – 3  | Los Angeles Memorial Coliseum | 2:33  | 92.394   |
| 4    | 5 ottobre  | Chicago White Sox – 4, Los Angeles Dodgers – 5  | Los Angeles Memorial Coliseum | 2:30  | 92.650   |
| 5    | 6 ottobre  | Chicago White Sox – 1, Los Angeles Dodgers – 0  | Los Angeles Memorial Coliseum | 2:28  | 92.706   |
| 6    | 8 ottobre  | Los Angeles Dodgers – 9, Chicago White Sox – 3  | Comiskey Park                 | 2:33  | 47.653   |

## Hall of Famer coinvolti
- Dodgers: Walter Alston (man.), Don Drysdale, Sandy Koufax, Duke Snider
- White Sox: Al López (man.), Luis Aparicio, Nellie Fox, Early Wynn